# 小督

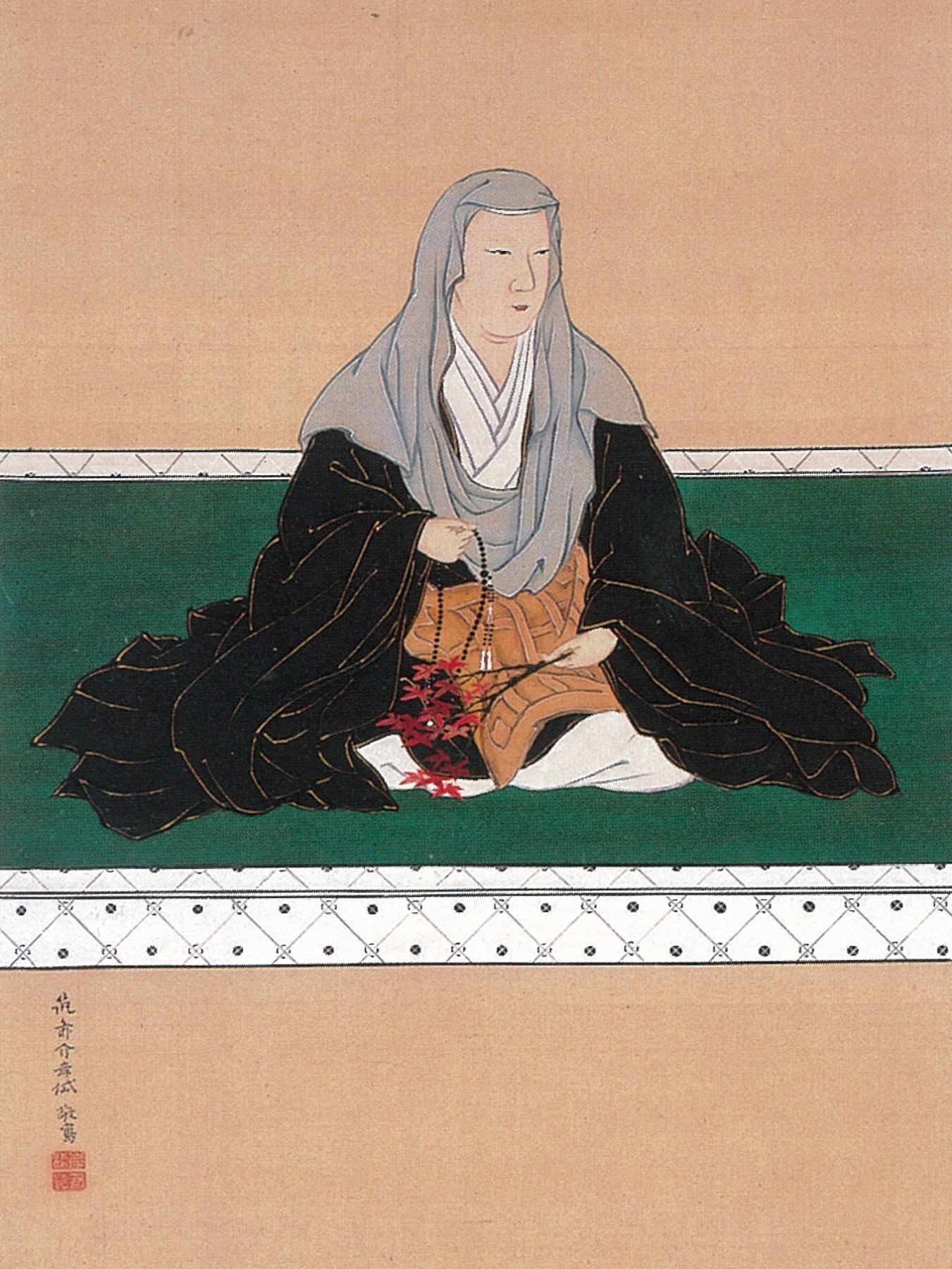
小督局像（岸岱筆、泉涌寺蔵）

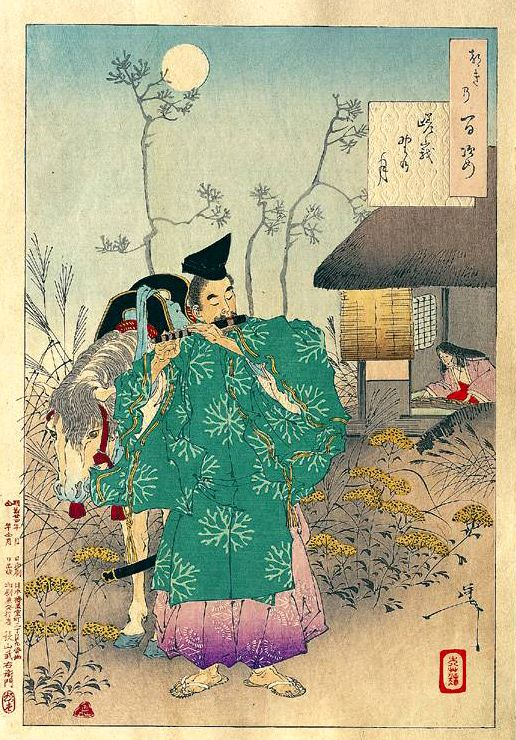
『嵯峨野の月』（月岡芳年『月百姿』）源仲国と小督

小督（こごう、保元2年（1157年） - 没年不詳）は、平安時代末期の女性。本名は不明（角田文衞説では成子とされる）。藤原通憲（信西）の孫。桜町中納言・藤原成範の娘。高倉天皇の後宮。
類稀な美貌の箏の名手だったと伝わる。始め冷泉隆房の愛人だったが、高倉天皇に見初められ寵姫となる。しかし中宮の平徳子（建礼門院）の父で隆房の舅でもあった平清盛の怒りに触れ、治承元年11月（1177年11月）に第二皇女の範子内親王（坊門院）を出産したのちに清閑寺で出家させられた。元久2年（1205年）に藤原定家が嵯峨で彼女の病床を見舞った記録が残るが、その後の消息は不明。
『平家物語』巻六や『たまきはる』に登場するほか、能の『小督』にも取り上げられている。

## 小督哀話
時は平氏全盛の平安朝最末期、時の帝であった高倉天皇は最愛の寵姫を亡くし悲嘆に暮れていた。見かねた中宮（清盛の娘である建礼門院徳子）は天皇を慰めようと、美貌と音楽の才能で名高かった中納言・藤原成範の娘を紹介する。
宮中に上がった成範の娘は小督局と呼ばれ、天皇の寵愛を一身に受けた。
しかし、中宮の父である平清盛は、天皇が中宮である娘を差し置いて小督に溺れる事に怒り狂い、小督を宮中から追い出してしまった。
小督は清盛を恐れて嵯峨に身を隠し、天皇とも音信不通となってしまう。天皇の嘆きは深く、密かに腹心の源仲国（宇多源氏・源仲章の兄）を呼び出して小督を秘密裏に宮中に呼び戻すよう勅を賜った。
ちょうど仲秋の夜のこと、月が白々と照る中を嵯峨野に出かけた仲国は、小督が応えることを期待して得意の笛を吹いた。すると、見事な「想夫恋」の調べがかすかに聞こえてくるので、音のするほうに向かうと、果たして粗末な小屋に小督が隠れ住んでいた。
最初、小督は清盛を恐れて宮中に帰るのをしぶるが、「想夫恋」の曲で彼女の真意を悟っていた仲国に押し切られこっそりと天皇の元に帰ってきた。2人はひっそりと逢瀬を重ねるが、清盛におもねる者から秘密が漏れて、小督は無理やり出家させられてしまう。
能の『小督』はこのうち嵯峨野の場面に取材したもので、伝金春禅竹作の四番目物。現在も比較的盛んに上演される、美しくも哀切な名作である。